# Luzula philippinensis
Luzula philippinensis là một loài thực vật có hoa trong họ Juncaceae. Loài này được M.E.Jansen mô tả khoa học đầu tiên năm 1978.